# Recopa Sudamericana 2020
Dvacátý osmý ročník Recopa Sudamericana byl odehrán ve dnech 19. února a 26. února 2020. Ve vzájemném dvouzápase se střetli vítěz Poháru osvoboditelů v ročníku 2019 – CR Flamengo a vítěz Copa Sudamericana v ročníku 2019 – Independiente del Valle.

## 1. zápas
| 19. února 2020                   |        |                             |                                                                            |
| Independiente del Valle          | 2 : 2  | CR Flamengo                 | Estádio Olímpico Atahualpa, Quito diváci: 15.031 rozhodčí: Leodán González |
| Murillo 20' Pellerano 91' (pen.) | report | 65' Henrique 85' dos Santos | Estádio Olímpico Atahualpa, Quito diváci: 15.031 rozhodčí: Leodán González |

## 2. zápas
| 26. února 2020              |       |                         |                                                                                 |
| CR Flamengo                 | 3 : 0 | Independiente del Valle | Estádio do Maracanã, Rio de Janeiro diváci: 69.986 rozhodčí: Fernando Rapallini |
| Barbosa 19' Gerson 62', 89' |       |                         | Estádio do Maracanã, Rio de Janeiro diváci: 69.986 rozhodčí: Fernando Rapallini |

## Vítěz
| Recopa Sudamericana 2020 Clube de Regatas do Flamengo (1. vítězství) |